# Val Lewton
Pour les articles homonymes, voir Lewton.
Val Lewton (7 mai 1904 - 14 mars 1951) est un producteur, scénariste et romancier américain d'origine ukrainienne, principalement connu pour ses contributions innovantes au cinéma d'horreur dans les années 1940.
Après avoir travaillé comme assistant de production et scénariste chez Metro-Goldwyn-Mayer (MGM), il rejoint RKO Pictures en 1942, où il est chargé de superviser une série de films d'horreur à petit budget. Sous sa direction, le studio produit plusieurs films d'horreur novateurs qui se distinguent par une approche psychologique et subtile du suspense, en contraste avec les effets visuels spectaculaires courants à l'époque. Ses films emblématiques, tels que La Féline (1942), Vaudou (1943) et L'Homme-léopard (1943), sont souvent salués pour leur atmosphère oppressante et leur capacité à évoquer la peur par suggestion, laissant une grande part à l'imagination du spectateur. Lewton travaille en étroite collaboration avec des réalisateurs tels que Jacques Tourneur et Robert Wise, qui contribuent à donner à ses productions une esthétique visuelle marquante.

## Biographie

### Jeunesse et formation
Lewton est né Volodymyr Ivanovich Hofschneider ou Leventon (Владимир Иванович Левентон, Володимир Іванович Левентон, tous deux avec le nom de famille Leventon) à Yalta en Crimée (alors partie de l'Empire russe), en 1904. Il est le fils de Max Hofschneider, prêteur sur gages, et d'Anna Leventon (dite Nina Leventon), la fille d'un pharmacien. D'origine juive, la famille se convertie au christianisme.
Sa mère quitte son père et s'installe à Berlin, emmenant avec elle ses deux enfants, Vladimir et sa sœur. En 1909, ils émigrent aux États-Unis en tant que passagers de deuxième classe à bord du SS Amerika qui quitte Hambourg le 29 avril et arrive à New York le 8 mai ; ils sont enregistrés sous les noms d'Anna, Olga et Volodymyr Hofschneider. En Amérique, il change finalement son nom en Wladimir Ivan Lewton, qui sera ensuite abrégé en Val Lewton. À son arrivée à New York, Anna Hofschneider et ses enfants rejoignent la famille de sa célèbre sœur, l'actrice Alla Nazimova, à Rye ; elle reprend alors une version de son nom de jeune fille, Lewton, et gagne sa vie en écrivant pour le cinéma. Elle et ses enfants s'installent plus tard dans la banlieue de Port Chester. Val est naturalisé américain par un tribunal fédéral de Los Angeles sous le nom de Wladimir Ivan Lewton en juin 1941. La famille s'installe à Berlin au Connecticut, où Nina a des contacts familiaux.
En 1920, alors qu'il a 16 ans, il perd son emploi de journaliste au Darien-Stamford Review, un journal local du Connecticut après qu'on eut découvert qu'il avait inventé de toutes pièces une histoire sur un camion de poulets casher morts lors d'une vague de chaleur à New York. Il étudie ensuite le journalisme à l'université Columbia et écrit 18 ouvrages de non-fiction, de fiction et de poésie.

### Carrière
En 1932, il écrit le roman à succès No Bed of Her Own, qui est ensuite utilisé pour le film Un mauvais garçon, avec Clark Gable et Carole Lombard. En 1933, il publie clandestinement Grushenka: Three Times a Woman, un roman érotique dont la publication l'aurait exposé à des sanctions pénales compte tenu des mœurs de l'époque. Grushenka prétend être une traduction du russe et importée de l'Union soviétique, mais ce n'est qu'un subterfuge pour protéger le véritable auteur du livre.
Lewton travaille comme écrivain au bureau publicitaire de Metro-Goldwyn-Mayer (MGM) à New York, fournissant des novelisations de films populaires pour une publication en série dans des magazines, qui sont parfois ensuite rassemblées sous forme de livre. Il écrit également des textes promotionnels. Il quitte ce poste après le succès de No Bed of Her Own, mais lorsque trois romans ultérieurs cette même année ne connaissent pas le succès, il part pour Hollywood où il travaille sur une adaptation de Tarass Boulba de Nicolas Gogol pour David O. Selznick. Il aurait trouvé ce travail l'intermédiaire de sa mère Nina.
Bien qu'un film n'ait pas suivi, Lewton est embauché par MGM pour travailler comme publiciste et assistant de Selznick. Son premier crédit à l'écran est « Séquences révolutionnaires arrangées par » dans la version de 1935 du Marquis de Saint-Évremont. Lewton travaille également comme écrivain non crédité pour Autant en emporte le vent, y compris pour l'écriture de la scène où la caméra recule pour révéler des centaines de soldats blessés au dépôt d'Atlanta. Il travaille également pour Selznick en tant que story editor (en) (consistant à évaluer, développer et améliorer les scénarios), dénicheur de prometteuses adaptations à partir de romans, et intermédiaire avec le système de censure d'Hollywood.
Dans le documentaire The Making of Gone With the Wind, Lewton est décrit par un autre employé de Selznick comme ayant averti que le film était infilmable et que Selznick ferait « l'erreur de sa vie » en essayant d'en faire un film à succès.
En 1942, il est nommé à la tête de l'unité de films d'horreur du studio RKO Pictures avec un salaire de 250 dollars par semaine. Il doit suivre trois règles : chaque film doit coûter moins de 150 000 dollars, chacun doit durer moins de 75 minutes, et les supérieurs de Lewton fourniront les titres des films avant le début de la production. La première production est La Féline, sortie en 1942. Le film est réalisé par Jacques Tourneur, qui réalise ensuite également Vaudou et L'Homme-léopard pour Lewton. Réalisé pour 134 000 dollars, le film en rapporte près de 4 millions et est le plus grand succès commercial de RKO cette année-là. Ce succès permet à Lewton de réaliser ses films suivants avec relativement peu d'interférence du studio, lui permettant de réaliser sa vision malgré les titres de films sensationnalistes qu'on lui donne, en se concentrant sur des suggestions menaçantes et des thèmes d'ambivalence existentielle.
Lewton écrit toujours la version finale des scénarios de ses films, mais évite les crédits de co-écriture à l'écran sauf dans deux cas, Le Récupérateur de cadavres et Bedlam, pour lesquels il utilise le pseudonyme « Carlos Keith », qu'il avait précédemment utilisé pour les romans 4 Wives, A Laughing Woman, This Fool, Passion, et Where the Cobra Sings. Après que RKO a promu Tourneur aux films de série A, Lewton donne leurs premières opportunités de réalisation à Robert Wise et Mark Robson.
Entre 1945 et 1946, Boris Karloff apparait dans trois films de RKO produits par Lewton : L'Île des morts, Le Récupérateur de cadavres, et Bedlam. Dans une interview de 1946 avec Louis Berg du Los Angeles Times, Karloff estime que Lewton l'a sauvé de la franchise Frankenstein de Universal Pictures qui devenait sans intérêt. Berg écrit : « M. Karloff a beaucoup d'amour et de respect pour M. Lewton qu'il considère comme l'homme qui l'a sauvé des morts-vivants et lui a, pour ainsi dire, rendu son âme ».
Lorsque le directeur de RKO et soutien de Lewton, Charles Koerner (en), meurt en 1946, le studio connait des bouleversements de personnel et de gestion, laissant finalement Lewton sans emploi et en mauvaise santé après avoir subi une légère crise cardiaque. Grâce à ses relations, il réécrit un scénario inutilisé basé sur la vie de Lucrèce Borgia. L'actrice Paulette Goddard de Paramount Studios aime particulièrement le traitement de Lewton, et en échange du scénario, il est embauché jusqu'en juillet 1948 (le film de Goddard, La Vengeance des Borgia, largement réécrit, sort en 1949). Pendant son séjour chez Paramount, Lewton produit également le film Mon véritable amour, sorti en 1949.
Après son association avec Paramount, Lewton travaille de nouveau pour MGM, où il produit le film de Deborah Kerr J'ai trois amours, sorti en 1950. Pendant cette période, il tente de créer une société de production indépendante avec ses anciens protégés Wise et Robson, mais lorsqu'un désaccord sur le premier film à produire survient, Lewton est exclu. Il passe du temps chez lui à travailler sur un scénario sur les célèbres batailles de la guerre d'indépendance des États-Unis à Fort Ticonderoga. Universal Studios fait une offre sur le travail, et bien que le scénario n'ait pas été utilisé, Lewton est chargé des fonctions de producteur sur le film Quand les tambours s'arrêteront, sorti en 1951, généralement considéré comme le film le plus similaire aux précédents films d'horreur de Lewton chez RKO.

### Mort et postérité
Le producteur hollywoodien Stanley Kramer propose à Lewton de travailler comme assistant pour produire une série de films aux studios Columbia. Lewton démissionne de Universal et commence à préparer le film Mes six forçats, mais après avoir souffert de problèmes de calculs biliaires, il subit le premier de deux infarctus qui l'affaiblissent tellement qu'il meurt au centre médical Cedars-Sinaï en 1951 à l'âge de 46 ans. L'année suivante, Kirk Douglas apparait dans Les Ensorcelés ; son personnage est en partie basé sur Lewton.
Plusieurs livres et deux documentaires sur Lewton ont été produits. Un documentaire, Val Lewton: The Man in the Shadows (en), est réalisé en 2007.
En mai 2017, The Secret History Of Hollywood, une série de biopics en podcast par Adam Roche, débute une saison en onze parties sur sa vie et son œuvre - Shadows - avec Mark Gatiss. En juin 2021, il est annoncé que Shadows allait être adapté en long métrage, co-écrit par Roche et Laeta Kalogridis, avec Kalogridis également en tant que productrice aux côtés de Bradley Fischer (en).

## Filmographie

### Comme producteur
- 1942 : La Féline (Cat People) de Jacques Tourneur
- 1943 : Vaudou (I Walked with a Zombie)
- 1943 : L'Homme-léopard (''The Leopard Man)
- 1943 : La Septième Victime (The Seventh Victim)
- 1943 : Le Vaisseau fantôme
- 1944 : Mademoiselle Fifi
- 1944 : La Malédiction des hommes-chats (The Curse of the Cat People)
- 1944 : Youth Runs Wild
- 1945 : Le Récupérateur de cadavres (The Body Snatcher)
- 1945 : L'Île des morts (Isle of the Dead)
- 1946 : Bedlam
- 1949 : Mon véritable amour (My Own True Love) de Compton Bennett
- 1950 : J'ai trois amours (Please Believe Me)
- 1951 : Quand les tambours s'arrêteront (Apache Drums)

### Comme scénariste
- 1945 : Le Récupérateur de cadavres (The Body Snatcher)
- 1945 : Isle of the Dead
- 1946 : Bedlam